# Temporada de furacões no oceano Atlântico de 1981
A temporada de furacões no Atlântico de 1981 foi um evento no ciclo anual de formação de ciclones tropicais. A temporada começou em 1 de junho e terminou em 30 de novembro de 1981. No entanto, a formação da tempestade tropical Arlene marcou o início antecipado da temporada ao se formar em 6 de maio. Estas datas delimitam convencionalmente o período de cada ano quando a maioria dos ciclones tropicais tende a se formar na bacia do Atlântico.
A atividade da temporada de furacões no Atlântico de 1981 ficou pouco acima da média, com um total de 12 tempestades dotadas de nome e sete furacões, sendo que três destes atingiram a intensidade igual ou superior a um furacão de categoria 3 na escala de furacões de Saffir-Simpson.
Antes mesmo do início oficial da temporada, a tempestade tropical Arlene atingiu Cuba, causando apenas danos mínimos. No início de junho, a depressão tropical Dois atingiu o Texas, Estados Unidos, causando três fatalidades e mais de quatro milhões de dólares em prejuízos. No início de julho, a tempestade tropical Bret atingiu a costa leste dos Estados Unidos, causando uma morte. Em meados de agosto, o furacão Dennis afetou Cuba e a costa leste americana, causando mais de 15 milhões de dólares em danos principalmente na Flórida. No início de novembro, o furacão Katrina atingiu Cuba, causnado pelo menos duas fatalidades.

## Nomes das tempestades
Os nomes abaixo foram usados para dar nomes às tempestades que se formaram no Atlântico Norte em 1981.
| - Arlene - Bret - Cindy - Dennis - Emily - Floyd - Gert | - Harvey - Irene - Jose - Katrina - Lenny (sem usar) - Maria (sem usar) - Nate (sem usar) | - Ophelia (sem usar) - Philippe (sem usar) - Rita (sem usar) - Stan (sem usar) - Tammy (sem usar) - Vince (sem usar) - Wilma (sem usar) |

Devido à relativa ausência de impactos, nenhum nome foi retirado da lista, que foi usada integralmente na temporada de 1987.